# Präsident der Italienischen Republik
Der Präsident der Republik (italienisch Presidente della Repubblica) ist das Staatsoberhaupt der Italienischen Republik. Im Deutschen wird er meist kurz als Staatspräsident bezeichnet. Er wird vom Parlament und von Vertretern der Regionen für eine Amtszeit von sieben Jahren gewählt.
Die Rolle des Präsidenten der Republik wird in den Artikeln 82 bis 91 der Verfassung der Republik beschrieben. Er bildet neben dem Parlament, der Regierung und dem Verfassungsgericht eines der obersten Verfassungsorgane. Er gehört dabei keiner der drei Staatsgewalten an, sondern verkörpert als Gewalt sui generis und als Organ super partes die Einheit der Republik; er überwache und sichere das korrekte Zusammenwirken der Verfassungsorgane im Rahmen der Gewaltenteilung. In der protokollarischen Rangordnung steht er vor den Präsidenten der beiden Parlamentskammern an erster Stelle. Politisch weit bedeutender ist jedoch der Ministerpräsident als Regierungschef.
Der Amtssitz des Staatspräsidenten ist der Quirinalspalast in Rom. Amtierender Präsident der Italienischen Republik ist Sergio Mattarella.

## Historischer Hintergrund
Nach dem Ende des Faschismus und des Zweiten Weltkriegs fand in Italien am 2. und 3. Juni 1946 ein Referendum über die Staatsform sowie die Wahl zu einer Verfassunggebenden Versammlung statt. Eine knappe Mehrheit der Wahlberechtigten sprach sich für die Republik und damit gegen die bisherige Monarchie aus. Der letzte König von Italien, Umberto II., musste mit seiner Familie das Land verlassen. Bis zum Jahr 2002 mussten seine Nachkommen im Exil bleiben. Das Königshaus Savoyen verlor auch große Teile seines Eigentums an die neue Republik.
Ministerpräsident Alcide De Gasperi übernahm im Juni 1946 kurzfristig die Aufgaben eines Staatsoberhaupts, bis die Verfassunggebende Versammlung Ende des Monats Enrico De Nicola zum vorläufigen Staatsoberhaupt wählte. Bis Dezember 1947 erarbeitete die Versammlung eine neue Verfassung, die am 1. Januar 1948 in Kraft trat. Diese sah einen Präsidenten vor, welcher, wie in anderen Systemen der parlamentarischen Demokratie, eine Art Königsersatz bildet.
Auf dieser Grundlage wurde am 18. April 1948 das erste Parlament der Italienischen Republik gewählt, das dann am 11. Mai 1948 den von der Verfassung vorgesehenen Präsidenten der Republik wählte. Enrico De Nicola wurde am 1. Januar 1948 auf Grund einer Übergangsbestimmung der Verfassung erster Staatspräsident und blieb es bis zu den Wahlen im Mai 1948. Die meisten seiner Nachfolger blieben jeweils sieben Jahre (eine volle Amtszeit) im Amt.

## Aufgaben und Befugnisse
Die Rolle des Präsidenten wird in der Verfassung nicht abschließend geregelt. Er hat umfassende Aufgaben und Befugnisse sowohl gegenüber der Exekutive als auch der Legislative und Judikative. Jedoch wird die beschränkte tagespolitische Rolle, die dem Staatsoberhaupt in den parlamentarischen Demokratien zukommt, durch die weitgehend symbolischen Aufgaben offensichtlich; dort, wo der Präsident theoretisch mächtige Befugnisse hätte, ist meistens eine vorherige Autorisierung durch das Parlament oder eine ministerielle Gegenzeichnung erforderlich.
Der Staatspräsident verleiht die Auszeichnungen der Italienischen Republik. Er ist Großmeister bzw. Chef des Verdienstordens der Italienischen Republik, des Militärordens von Italien, des Arbeitsverdienstordens, des Ordens des Sterns von Italien und des Vittorio-Veneto-Ordens.

### Staatsoberhaupt und Außenpolitik
Der Staatspräsident ist das Symbol der Einheit der Republik, die er als Staatsoberhaupt auch im internationalen Verkehr vertritt. Er empfängt Vertreter ausländischer Staaten; sämtliche internationalen Verträge sind von ihm zu genehmigen und zu verkünden, sofern er vom Parlament dazu ermächtigt wurde.
Der Staatspräsident ist Vorsitzender des Obersten Verteidigungsrates und Oberbefehlshaber der Streitkräfte. Solange keine unmittelbare äußere oder innere Bedrohung für den Bestand der Republik und ihre Verfassungsordnung besteht, ist der Oberbefehl repräsentativer Natur. In der Verfassungswirklichkeit legen Parlament und Regierung die verteidigungspolitischen Richtlinien fest. Der Staatspräsident erklärt den vom Parlament beschlossenen Kriegszustand.

### Regierungsbildung und -krise
Der Staatspräsident ernennt den Ministerpräsidenten und auf dessen Vorschlag die Minister. Der Staatspräsident ist bei der Ernennung des Ministerpräsidenten rein verfassungsrechtlich an keinerlei Vorgabe gebunden. Im Laufe der Jahrzehnte hat sich allerdings Verfassungsgewohnheitsrecht eingebürgert, was den Präsidenten dazu zwingt, die Mehrheitsverhältnisse im Parlament zu berücksichtigen, da die Regierung vom Vertrauen beider Parlamentskammern abhängig ist. Die Richtlinien der Politik bestimmt die Regierung, die Rolle des Staatspräsidenten liegt außerhalb der Tagespolitik.
Der Staatspräsident nimmt Eidesleistungen und eventuelle Rücktritte von Kabinettsmitgliedern entgegen. In den Fällen, in denen dies vorgesehen ist, ernennt er höhere Beamte und Offiziere.

### Gegenüber den Kammern
Der Präsident kann das Parlament (eine Kammer oder beide) auflösen und vorgezogene Neuwahlen ansetzen. Dies geschieht in der Regel nur, wenn das Parlament seinen verfassungsmäßigen Aufgaben nicht nachkommen kann oder die Regierungsbildung scheitert. Er darf diese Befugnis in den letzten sechs Monaten seines Mandats nicht ausüben, es sei denn, sie stimmen mit den letzten sechs Monaten der Legislaturperiode des Parlaments zur Gänze oder zum Teil überein. Er hat das Recht, fünf Senatoren auf Lebenszeit zu ernennen. Was dies konkret bedeutet, also fünf Ernennungen pro Amtszeit oder fünf Senatoren insgesamt, ist in der Rechtslehre umstritten. In der Praxis wurde dies von verschiedenen Präsidenten unterschiedlich gehandhabt.
Der Präsident fertigt durch seine Unterschrift vom Parlament verabschiedete Gesetze sowie von der Regierung erlassene Akte mit Gesetzeskraft (letztere sind zuerst vom Präsidenten des Ministerrates gegengezeichnet) aus und lässt sie verkünden. Bei Gesetzen hat er jeweils ein einmaliges suspensives Vetorecht. Wenn das Parlament ein zurückgewiesenes Gesetz erneut verabschiedet, muss er es unterzeichnen. Er kann Botschaften an die Parlamentskammern richten.
In den von der Verfassung vorgesehenen Fällen ordnet der Präsident die Durchführung von Volksentscheiden oder Volksbefragungen an, sofern zuvor das Verfassungsgericht über die Zulässigkeit des Themas und das Kassationsgericht über die Erfüllung der Voraussetzungen (Gültigkeit und Zahl der gesammelten Unterschriften) entschieden hat.
Jeder Präsident der Republik hat nach Beendigung seiner Amtszeit Anrecht auf einen Senatorenposten auf Lebenszeit, kann auf diesen aber verzichten.

### Straf- und Verwaltungsrecht
Dem Präsidenten steht das Begnadigungsrecht zu.

### Gerichtsbarkeit
Der Staatspräsident ernennt fünf von 15 Verfassungsrichtern. Er ist Vorsitzender des Obersten Rates der Gerichtsbarkeit, des Selbstverwaltungsorganes der Richter und Staatsanwälte der ordentlichen Gerichtsbarkeit.

## Rechtliche Stellung des Präsidenten
Das Amt des Präsidenten ist mit jedwedem anderen Amt inkompatibel, sei es bezahlt oder unbezahlt. Der Präsident genießt für alle in der Ausübung seines Amtes vorgenommenen Handlungen Immunität. Dies gilt jedoch nicht für Hochverrat oder Verfassungsbruch. In beiden Fällen wird er vom Parlament in gemeinsamer Sitzung unter Anklage gestellt. Beide Parlamentskammern können dann mit der absoluten Mehrheit ihrer Mitglieder eine Anklage vor dem Verfassungsgericht beschließen.
Rechtsakte des Staatspräsidenten bedürfen meist der Gegenzeichnung des Ministerpräsidenten oder eines Ministers. Dadurch übernehmen Regierungsmitglieder die Verantwortung für Maßnahmen des Staatspräsidenten.

## Wahl, Amtseid und Amtsantritt

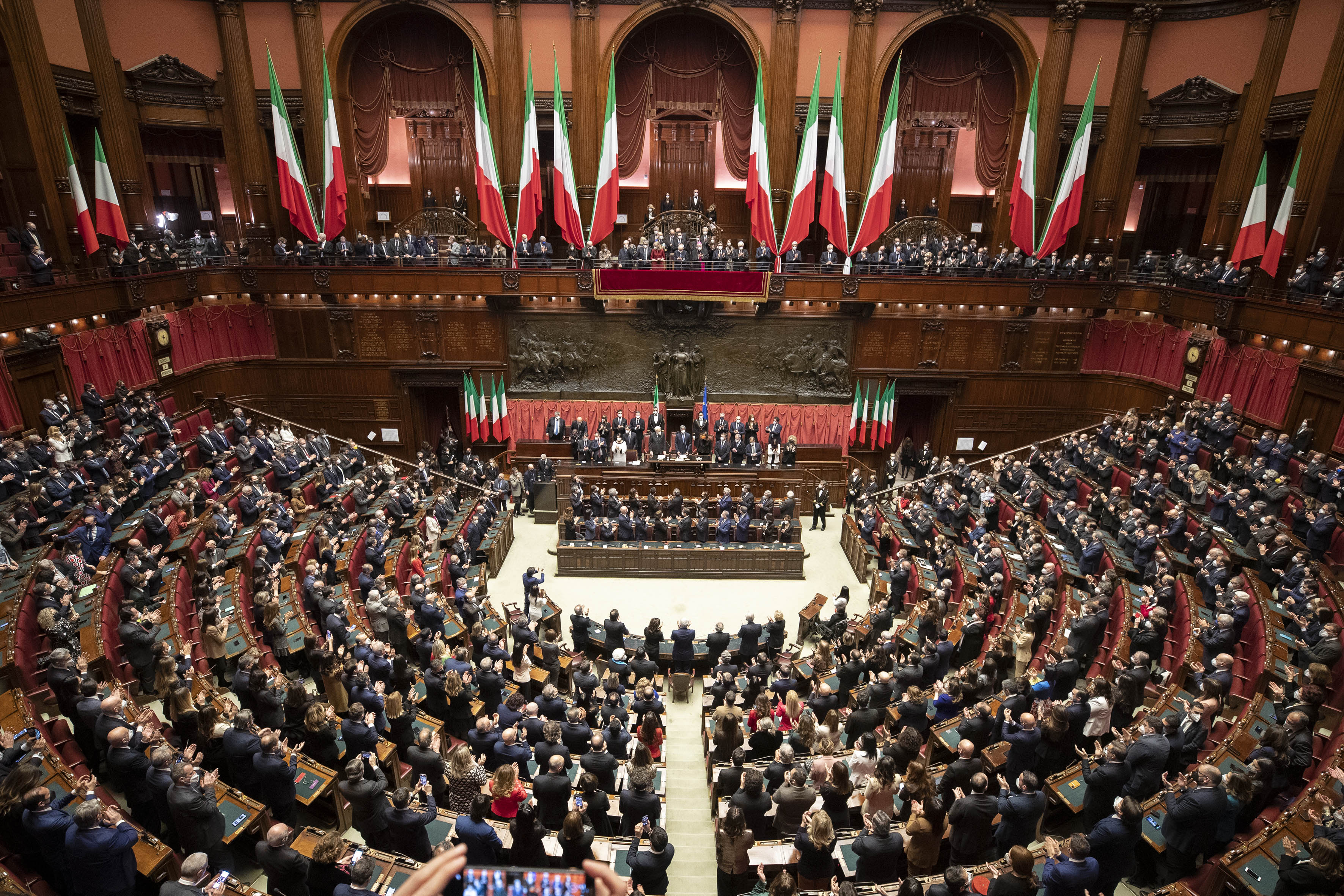
Sergio Mattarellas Vereidigung für die zweite Amtszeit, Palazzo Montecitorio, 3. Februar 2022

Der Staatspräsident wird von den beiden in gemeinsamer Sitzung zusammentretenden Parlamentskammern (parlamento in seduta comune, bestehend aus Abgeordnetenkammer sowie Senat) und Vertretern der 20 Regionen gewählt: Drei pro Region, mit Ausnahme des Aostatals, das nur einen Vertreter entsenden darf. Die Wahl des Präsidenten findet durch geheime Abstimmung mit Zweidrittelmehrheit der Versammlung statt. Nach dem dritten Wahlgang genügt die absolute Mehrheit. Wählbar in dieses Amt sind alle italienischen Staatsbürger, die das fünfzigste Lebensjahr vollendet haben und im vollen Besitz ihrer bürgerlichen und politischen Rechte sind. Die reguläre Amtszeit des Präsidenten beträgt sieben Jahre. Die Verfassung enthält keine ausdrückliche Beschränkung der Wiederwählbarkeit des Amtsinhabers für eine oder mehrere weiteren Amtszeiten.
Im 20. Jahrhundert kandidierte kein Staatspräsident für eine zweite Amtszeit. Der erste wiedergewählte Staatspräsident war Giorgio Napolitano: Er brach im April 2013 auf Verlangen der Parteien die republikanische Tradition der einmaligen Amtszeit, nachdem man sich im Parlament in vier Wahlgängen auf keinen Nachfolger einigen konnte. Nachdem Napolitano angekündigt hatte, nur so lange wie unbedingt nötig weiter im Amt zu bleiben, trat er nach dem Ende der italienischen EU-Ratspräsidentschaft am 14. Januar 2015 vor Ablauf seiner 2. Amtszeit mit 89 Jahren zurück.
Am 29. Januar 2022 wurde sein Nachfolger Sergio Mattarella, der ebenfalls ursprünglich nicht wieder antreten wollte, für eine zweite Amtszeit wiedergewählt, nachdem in den vorangegangenen sieben Wahlgängen keiner der vorgeschlagenen Kandidaten die erforderliche Mehrheit auf sich vereinigen konnte und Mattarella von den meisten Parlamentsparteien zu einer erneuten Kandidatur gedrängt wurde.
Der gewählte Staatspräsident leistet vor den Abgeordneten, Senatoren und Vertretern der Regionen im Plenarsaal der Abgeordnetenkammer im Palazzo Montecitorio gemäß Artikel 91 der Verfassung folgenden Amtseid: „Ich schwöre, der Republik treu zu sein und ihre Verfassung loyal zu befolgen.“ (Giuro di essere fedele alla Repubblica e di osservarne lealmente la Costituzione). Es folgen 21 Salutschüsse, das Läuten der großen Glocke auf dem Palazzo Montecitorio und die Antrittsrede des Staatspräsidenten im Plenarsaal, der nur bei dieser Gelegenheit mit italienischen Flaggen dekoriert wird. Danach wird der Präsident zum Quirinalspalast gefahren, wo er formell die Amtsgeschäfte übernimmt. Auf dem Weg dorthin begrüßt ihn der Bürgermeister von Rom am Vittoriano, wo am Grab des unbekannten Soldaten eine Kranzniederlegung erfolgt.

## Vertretung und Ende der Amtszeit
Die Befugnisse des Staatspräsidenten werden im Falle seiner Verhinderung vorübergehend vom Präsidenten des Senats übernommen, der dann inoffiziell als Presidente supplente della Repubblica oder „Supplierender Präsident der Republik“ bezeichnet wird. Bei dauernder Verhinderung, bei Rücktritt oder im Todesfall, tritt die Versammlung spätestens 15 Tage ab dem Zeitpunkt der Beendigung der Amtszeit zusammen, um einen neuen Präsidenten zu wählen. Die Versammlung wird vom Präsidenten der Abgeordnetenkammer einberufen. Sind beide Parlamentskammern aufgelöst worden oder fehlen weniger als drei Monate zum Ablauf der Wahlperiode, so gilt die für diesen Fall vorgesehene Frist.
Ehemalige Staatspräsidenten („Altpräsidenten“) werden in Italien Presidente emerito della Repubblica oder „Emeritierter Präsident der Republik“ genannt. Nach dem Ende ihrer Amtszeit sind die Staatspräsidenten von Rechts wegen Senatoren auf Lebenszeit, es sei denn sie verzichten darauf. Als Senatoren auf Lebenszeit steht ihnen ein Büro beim Sitz des Senatspräsidenten im Palazzo Giustiniani zu. Der amtierende Staatspräsident kann sich von den Altpräsidenten beraten lassen. Dies geschieht in der Regel bei Regierungsbildungen.

## Amtssitz und Amtsinsignien

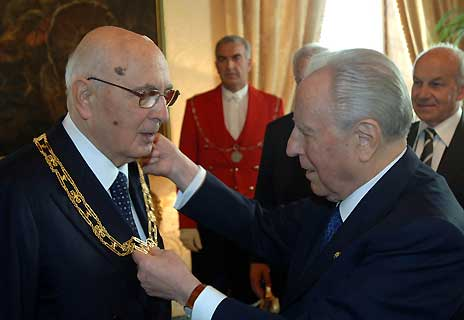
Die Präsidenten Napolitano und Ciampi bei der Übergabe des Gran Cordone (15. Mai 2006)

Die offizielle Residenz des Präsidenten befindet sich im Quirinalspalast in Rom. Zusätzlich stehen ihm ein Landgut in Castelporziano bei Rom und die Villa Rosebery bei Neapel zur Verfügung.
Die große Ordenskette (Gran Cordone) des Verdienstordens der Italienischen Republik ist eine Amtsinsignie des Staatspräsidenten. Sie ist im Allgemeinen nur bei der Amtsübergabe im Quirinalspalast zu sehen. Ansonsten trägt der Präsident meist die entsprechende Rosette am linken Revers der Anzugjacke.
Die Standarte des Präsidenten ist ein blaugerändertes Quadrat. Blau war die Farbe des Königreichs Sardinien-Piemont, aus dem 1861 das Königreich Italien hervorging. Die weitere Ausgestaltung in den Nationalfarben Italiens nimmt Bezug auf das napoleonische Italien von 1802 bis 1814. In der Mitte ist das Emblem der seit 1946 bestehenden Italienischen Republik zu sehen.
Die Altpräsidenten führen eine ähnliche, etwas vereinfachte Standarte mit dem Monogramm RI (Repubblica Italiana) unter einer Mauerkrone. Übernimmt der Präsident des Senats aus den genannten Gründen vorübergehend die Funktionen des Staatspräsidenten, so führt auch der Senatspräsident eine Standarte, auf der das Emblem der Republik auf weißem Grund und blauem Rand zu sehen ist.

## Liste der Präsidenten (ab 1946)
| #  | Bild                 | Name                 | Wahlgang | Amtsantritt       | Amtsaustritt       | Partei         |
| -- | -------------------- | -------------------- | -------- | ----------------- | ------------------ | -------------- |
| 1  | Enrico De Nicola     | Enrico De Nicola 1   | 1        | 1. Juli 1946      | 12. Mai 1948       | PLI            |
| 2  | Luigi Einaudi        | Luigi Einaudi        | 4        | 12. Mai 1948      | 11. Mai 1955       | PLI            |
| 3  | Giovanni Gronchi     | Giovanni Gronchi     | 4        | 11. Mai 1955      | 11. Mai 1962       | DC             |
| 4  | Antonio Segni        | Antonio Segni        | 9        | 11. Mai 1962      | 6. Dezember 1964 2 | DC             |
| 5  | Giuseppe Saragat     | Giuseppe Saragat     | 21       | 29. Dezember 1964 | 29. Dezember 1971  | PSDI           |
| 6  | Giovanni Leone       | Giovanni Leone       | 23       | 29. Dezember 1971 | 15. Juni 1978 2    | DC             |
| 7  | Sandro Pertini       | Sandro Pertini       | 16       | 9. Juli 1978      | 29. Juni 1985      | PSI            |
| 8  | Francesco Cossiga    | Francesco Cossiga    | 1        | 3. Juli 1985      | 28. April 1992 2   | DC             |
| 9  | Oscar Luigi Scalfaro | Oscar Luigi Scalfaro | 16       | 28. Mai 1992      | 15. Mai 1999       | DC / Parteilos |
| 10 | Carlo Azeglio Ciampi | Carlo Azeglio Ciampi | 1        | 18. Mai 1999      | 15. Mai 2006       | Parteilos      |
| 11 | Giorgio Napolitano   | Giorgio Napolitano   | 4        | 15. Mai 2006      | 22. April 2013     | DS / Parteilos |
| 11 | Giorgio Napolitano   | Giorgio Napolitano   | 6        | 22. April 2013    | 14. Januar 2015 2  | DS / Parteilos |
| 12 | Sergio Mattarella    | Sergio Mattarella    | 4        | 3. Februar 2015   | 3. Februar 2022    | PD             |
| 12 | Sergio Mattarella    | Sergio Mattarella    | 8        | 3. Februar 2022   | amtierend          | PD             |

## Sonstiges

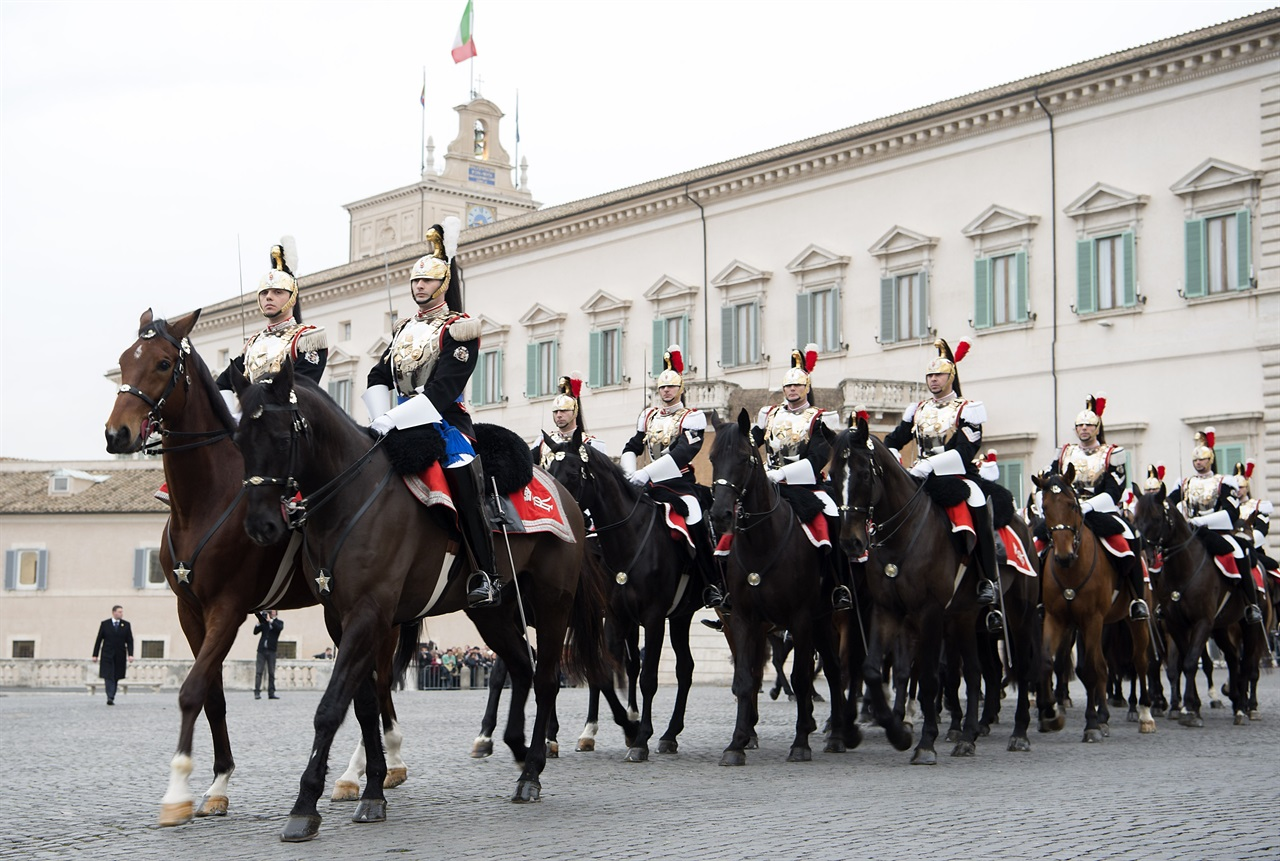
Reggimento Corazzieri, Leibgarde des Präsidenten der Italienischen Republik

Die Amtsbezüge des italienischen Staatspräsidenten belaufen sich auf rund 240.000 Euro im Jahr. Etwaige Pensionszahlungen werden angerechnet, können also nicht kumuliert werden.
Im Quirinalspalast steht dem Präsidenten eine relativ kleine Privatwohnung zur Verfügung. Ansonsten dient der Palast dienstlichen Zwecken oder als Museum.
Der Staatspräsident hat mit den Corazzieri eine eigene Leibgarde, die auch den Schutz seines Amtssitzes übernimmt und dort bei Empfängen mit militärischen Ehren mitwirkt. Bei feierlichen Anlässen eskortieren Corazzieri zu Pferde oder mit Motorrädern die Staatskarosse des Präsidenten oder anderer Staatsoberhäupter, die zu einem Staatsbesuch in Italien sind.

### Reisemittel

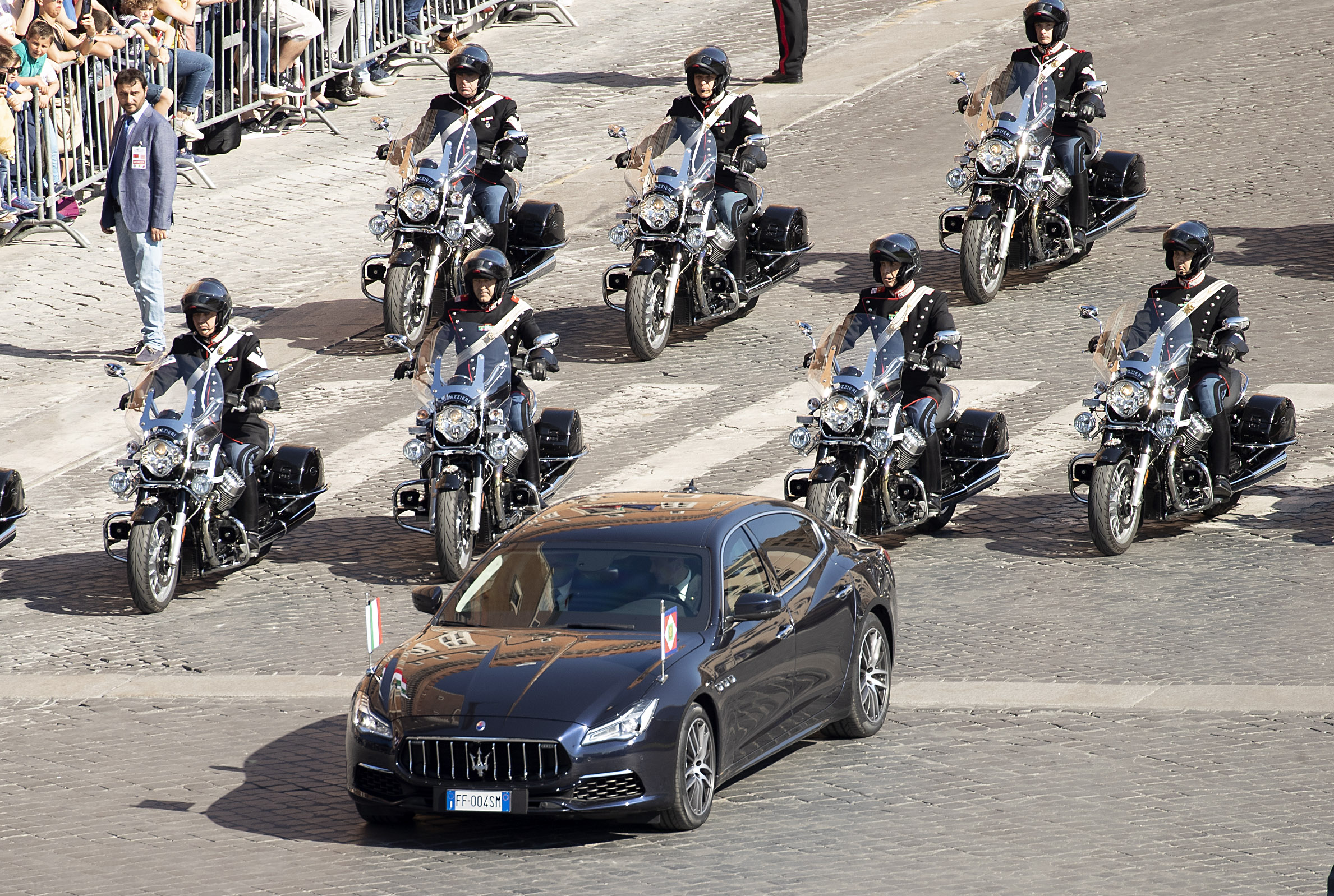
Staatspräsident Sergio Mattarella in einem gepanzerten Maserati Quattroporte VI (2019)

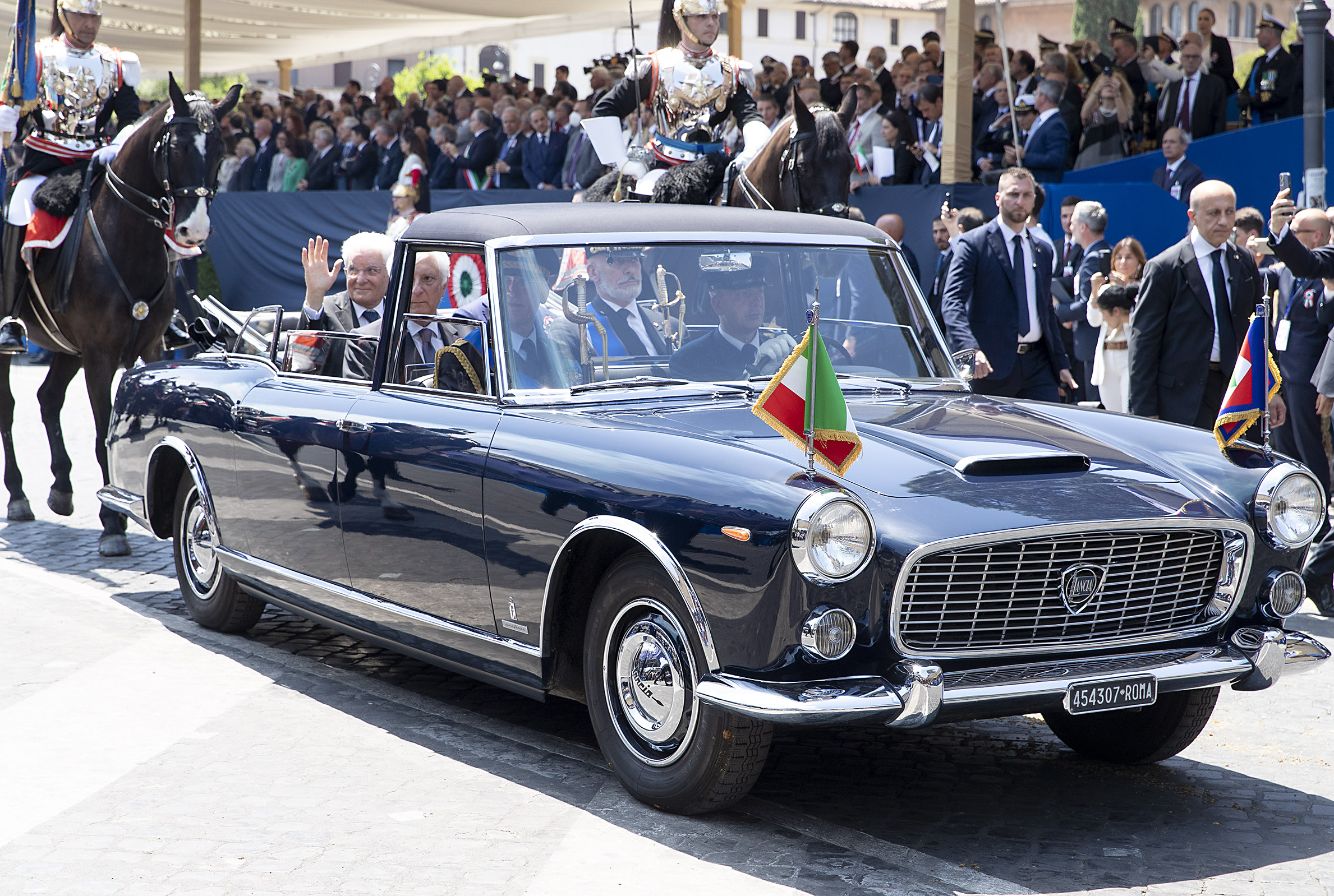
Lancia Flaminia presidenziale während des Festa della Repubblica 2022

Für dienstliche Zwecke stehen dem Staatspräsidenten verschiedene Reisemittel zur Verfügung. 1961 erhielt der Quirinal vier Lancia Flaminia 335 presidenziale-Landaulets, von denen zwei bei besonderen Anlässen wie dem Festa della Repubblica noch immer genutzt werden. Für diese Oldtimer und auch für die modernen Sonderschutzfahrzeuge werden keine vom Standard abweichenden Kfz-Kennzeichen vergeben.
Die aktuellen Dienstfahrzeuge stammen in der Regel von Maserati und Lancia.
1948 übernahm die Italienische Republik nach Umbauarbeiten den königlichen Hofzug als Staatspräsidentenzug. Der von der Ferrovie dello Stato Italiane-Stiftung (Fondazione FS Italiane) unterhaltene Zug steht noch immer zur Verfügung, wurde aber von den Staatspräsidenten in den vergangenen Jahrzehnten kaum mehr genutzt.
Der Staatspräsident kann bei dienstlichem Bedarf Boote der italienischen Marine oder von Sicherheitsbehörden nutzen. Die kleine Präsidentenyacht Argo wurde 2020 außer Dienst gestellt und nicht mehr ersetzt.
Für weitere Reisen stehen Flugzeuge und Hubschrauber des 31. Geschwaders der italienischen Luftwaffe bereit.